# Copa del Mundo de ciclismo en pista de 2005-2006
La Copa del Mundo de ciclismo en pista de 2005-2006 fue la 14.ª edición de la Copa del Mundo de ciclismo en pista. Se celebró del 4 de noviembre de 2005 al 5 de marzo de 2006 con la disputa de cuatro pruebas.

## Pruebas
| Fecha                     | Lugar       |
| ------------------------- | ----------- |
| 4-6 de noviembre de 2005  | Moscú       |
| 9-11 de diciembre de 2005 | Mánchester  |
| 20-22 de enero de 2006    | Los Ángeles |
| 3-5 de marzo de 2006      | Sídney      |

## Resultados

### Masculinos
| Evento                  | Ganador                                                         | Segundo                                                          | Tercero                                                             |
| Moscú                   | Moscú                                                           | Moscú                                                            | Moscú                                                               |
| ----------------------- | --------------------------------------------------------------- | ---------------------------------------------------------------- | ------------------------------------------------------------------- |
| Keirin                  | Andriy Vynokourov                                               | Łukasz Kwiatkowski                                               | Adam Ptáčník                                                        |
| Km. contrarreloj        | Jason Queally                                                   | Carsten Bergemann                                                | Alois Kaňkovský                                                     |
| Velocidad               | Stefan Nimke                                                    | Craig McLean                                                     | Takashi Kaneko                                                      |
| Velocidad por equipos   | Carsten Bergemann Matthias John Stefan Nimke                    | Jason Queally Chris Hoy Craig McLean                             | José Antonio Escuredo Salvador Melià José Antonio Villanueva        |
| Persecución             | Jens Mouris                                                     | Mark Jamieson                                                    | Alexander Serov\|                                                   |
| Persecución por equipos | Peter Dawson Matthew Goss Ashley Hutchinson Mark Jamieson       | Serguéi Klímov Anton Mindlin Alexander Serov Nikolai Trússov     | Roman Kononenko Andriy Kutalo Vitaliy Popkov Volodymyr Zagorodny    |
| Puntuación              | Sebastián Cancio                                                | Colby Pearce                                                     | Petr Lazar                                                          |
| Scratch                 | Ivan Kovaliov                                                   | Andreas Müller                                                   | Jérôme Neuville                                                     |
| Madison                 | Mijaíl Ignátiev Nikolai Trússov                                 | Guido Fulst Leif Lampater                                        | Kenny De Ketele Steve Schets                                        |
| Mánchester              |                                                                 |                                                                  |                                                                     |
| Keirin                  | Maximilian Levy                                                 | José Antonio Escuredo                                            | Josiah Ng Onn Lam                                                   |
| Km. contrarreloj        | Chris Hoy                                                       | Jason Queally                                                    | Tim Veldt                                                           |
| Velocidad               | Theo Bos                                                        | Teun Mulder                                                      | Mickaël Bourgain                                                    |
| Velocidad por equipos   | Ross Edgar Craig McLean Chris Hoy                               | Theo Bos Teun Mulder Tim Veldt                                   | Maximilian Levy Benjamin Wittmann Robert Förstemann                 |
| Persecución             | Paul Manning                                                    | Volodymyr Dyudya                                                 | Levi Heimans                                                        |
| Persecución per equipos | Jason Allen Hayden Godfrey Timothy Gudsell Marc Ryan            | Mark Cavendish Rob Hayles Paul Manning Chris Newton              | Levi Heimans Jens Mouris Wim Stroetinga Niki Terpstra               |
| Puntuación              | Guido Fulst                                                     | Peter Schep                                                      | Martin Bláha                                                        |
| Scratch                 | Rafał Ratajczyk                                                 | Matthew Gilmore                                                  | Ioannis Tamourídis                                                  |
| Madison                 | Guido Fulst Leif Lampater                                       | Mijaíl Ignátiev Nikolai Trussov                                  | Mark Cavendish Rob Hayles                                           |
| Los Ángeles             |                                                                 |                                                                  |                                                                     |
| Keirin                  | Shane Kelly                                                     | Teun Mulder                                                      | Jamie Staff                                                         |
| Km. contrarreloj        | Ben Kersten                                                     | Tim Veldt                                                        | François Pervis                                                     |
| Velocidad               | Grégory Baugé                                                   | Mickaël Bourgain                                                 | Michael Blatchford                                                  |
| Velocidad por equipos   | Grégory Baugé Mickaël Bourgain François Pervis                  | Lukasz Kwiatkowski Krzysztof Szymanek Damian Zieliński           | Ryan Bayley Shane Kelly Shane Perkins                               |
| Persecución             | Sergi Escobar                                                   | Jens Mouris                                                      | Jason Allen                                                         |
| Persecución por equipos | Serguei Klímov Ivan Rovni Alexander Serov Nikolai Trússov       | Levi Heimans Jens Mouris Geert-Jan Jonkman Niki Terpstra         | Sergi Escobar Guillermo Ferrer García David Muntaner Carles Torrent |
| Puntuación              | Mijaíl Ignátiev                                                 | Ioánnis Tamourídis                                               | Joan Llaneras                                                       |
| Scratch                 | Walter Fernando Pérez                                           | Ivan Kovaliov                                                    | Taiji Nishitani                                                     |
| Madison                 | Ángel Darío Colla Walter Pérez                                  | Jens Mouris Niki Terpstra                                        | Mijaíl Ignátiev Nikolai Trussov                                     |
| Sídney                  |                                                                 |                                                                  |                                                                     |
| Keirin                  | Theo Bos                                                        | Josiah Ng Onn Lam                                                | Jan van Eijden                                                      |
| Km. contrarreloj        | Feng Yong                                                       | François Pervis                                                  | Joel Leonard                                                        |
| Velocidad               | Grégory Baugé                                                   | Damian Zieliński                                                 | Arnaud Tournant                                                     |
| Velocidad por equipos   | Theo Bos Teun Mulder Tim Veldt                                  | Grégory Baugé Arnaud Tournant François Pervis                    | Masaki Inoue Takashi Kaneko Kazunari Watanabe                       |
| Persecución             | Rob Hayles                                                      | Aleksandr Khatúntsev                                             | Michael Ford                                                        |
| Persecución por equipos | Casper Jørgensen Jens-Erik Madsen Michael Mørkøv Alex Rasmussen | Lyubomyr Polatayko Maxim Polischuk Vitaliy Popkov Vitali Schedov | Edward Clancy Ian Stannard Andrew Tennant Geraint Thomas            |
| Puntuación              | Niki Terpstra                                                   | Kazuhiro Mori                                                    | Chris Newton                                                        |
| Scratch                 | Rafał Ratajczyk                                                 | Sun Jae Jang                                                     | Aleksandr Khatúntsev                                                |
| Madison                 | Michael Mørkøv Alex Rasmussen                                   | Fabio Masotti Marco Villa                                        | Mark Cavendish Geraint Thomas                                       |

### Femeninos
| Evento              | Ganadora             | Segunda              | Tercera            |
| Moscú               | Moscú                | Moscú                | Moscú              |
| ------------------- | -------------------- | -------------------- | ------------------ |
| Keirin              | Tamilla Abassova     | Christin Muche       | Mu Di              |
| 500 m. contrarreloj | Natallia Tsylinskaya | Simona Krupeckaitė   | Tamilla Abassova   |
| Velocidad           | Natallia Tsylinskaya | Victoria Pendleton   | Christin Muche     |
| Persecución         | Li Meifang           | Wendy Houvenaghel    | Olga Slyusareva    |
| Puntuación          | Olga Slyusareva      | Yoanka González      | Lada Kozlíková     |
| Scratch             | Yoanka González      | Lyudmyla Vypyraylo   | Belinda Goss       |
| Mánchester          |                      |                      |                    |
| Keirin              | Clara Sanchez        | Elisa Frisoni        | Victoria Pendleton |
| 500 m. contrarreloj | Natallia Tsylinskaya | Yvonne Hijgenaar     | Victoria Pendleton |
| Velocidad           | Victoria Pendleton   | Natallia Tsylinskaya | Guo Shuang         |
| Persecución         | Katherine Bates      | Sarah Hammer         | Larissa Kleinmann  |
| Puntuación          | Sarah Hammer         | Li Yan               | Gema Pascual       |
| Scratch             | Adrie Visser         | Katherine Bates      | Gema Pascual       |
| Los Ángeles         |                      |                      |                    |
| Keirin              | Clara Sanchez        | Guo Shuang           | Elisa Frisoni      |
| 500 m. contrarreloj | Natallia Tsylinskaya | Guo Shuang           | Yvonne Hijgenaar   |
| Velocidad           | Natallia Tsylinskaya | Clara Sanchez        | Guo Shuang         |
| Persecución         | Sarah Hammer         | María Luisa Calle    | Yulia Arustamova   |
| Puntuación          | Giorgia Bronzini     | Rebecca Quinn        | Li Yan             |
| Scratch             | Sarah Hammer         | Rebecca Quinn        | Yulia Arustamova   |
| Sídney              |                      |                      |                    |
| Keirin              | Mu Di                | Jennie Reed          | Elisa Frisoni      |
| 500 m. contrarreloj | Yvonne Hijgenaar     | Elisa Frisoni        | Tamilla Aaàssova   |
| Velocidad           | Anna Meares          | Jennie Reed          | Elisa Frisoni      |
| Persecución         | Wendy Houvenaghel    | Li Wang              | Kristin Armstrong  |
| Puntuación          | Vera Carrara         | Leire Olaberría      | Mie Bekker Lacota  |
| Scratch             | Yulia Arustamova     | Jarmila Machačová    | Alena Prudnikova   |

## Clasificaciones

### Países
| Rang | País/Equip   | Moscú | Mánchester | Los Ángeles | Sídney | Total |
| ---- | ------------ | ----- | ---------- | ----------- | ------ | ----- |
| 1    | Países Bajos | 38    | 108        | 75          | 93     | 314   |
| 2    | Rusia        | 104   | 36         | 67          | 73     | 280   |
| 3    | Alemania     | 99    | 99         | 40          | 20     | 258   |
| 4    | Australia    | 62    | 49         | 40          | 72     | 223   |
| 5    | Francia      | 35    | 53         | 73          | 47     | 208   |
| 6    | España       | 34    | 51         | 67          | 41     | 193   |
| 7    | Italia       | 33    | 29         | 56          | 71     | 189   |
| 8    | China        | 42    | 28         | 53          | 51     | 174   |
| 9    | Reino Unido  | 64    | 39         | 8           | 43     | 154   |
| 10   | Polonia      | 19    | 38         | 24          | 68     | 149   |

### Masculinos
| Pos. | Ciclista                | Mos | Man | LAn | Syd | Pts |
| 1.   | Josiah Ng On Lam        | -   | 8   | 6   | 10  | 24  |
| 2.   | Andriy Vynokourov       | 12  | 7   | -   | -   | 19  |
| 3.   | José Antonio Villanueva | 6   | -   | 7   | 6   | 19  |
| 4.   | Jan van Eijden          | -   | -   | 5   | 8   | 13  |
| 5.   | Theo Bos                | -   | -   | -   | 12  | 12  |

| Pos. | Ciclista        | Mos | Man | LAn | Syd | Pts |
| 1.   | Tim Veldt       | -   | 8   | 10  | 7   | 25  |
| 2.   | Jason Queally   | 12  | 10  | -   | -   | 22  |
| 3.   | Tomasz Schmidt  | 6   | 4   | 6   | 5   | 20  |
| 4.   | Feng Yong       | -   | 7   | -   | 12  | 19  |
| 5.   | François Pervis | -   | -   | 8   | 10  | 18  |

| Pos. | Ciclista           | Mos | Man | LAn | Syd | Pts |
| 1.   | Grégory Baugé      | -   | -   | 12  | 12  | 24  |
| 2.   | Teun Mulder        | -   | 10  | 6   | 6   | 22  |
| 3.   | Mickaël Bourgain   | -   | 8   | 10  | -   | 18  |
| 4.   | Lukasz Kwiatkowski | -   | 4   | 7   | 5   | 16  |
| 5.   | Arnaud Tournant    | -   | 7   | -   | 8   | 15  |

| Pos. | Ciclista             | Mos | Man | LAn | Syd | Pts |
| 1.   | Jens Mouris          | 12  | -   | 10  | -   | 22  |
| 2.   | Aleksandr Khatuntsev | 1   | 1   | 4   | 10  | 16  |
| 3.   | Alexander Serov      | 8   | 7   | -   | -   | 15  |
| 4.   | Levi Heimans         | -   | -   | 7   | 6   | 13  |
| 5.   | Rob Hayles           | -   | -   | -   | 12  | 12  |
| -    | Sergi Escobar        | -   | -   | 12  | -   | 12  |
| -    | Paul Manning         | -   | 12  | -   | -   | 12  |

| Pos. | Equip        | Mos | Man | LAn | Syd | Pts |
| 1.   | Polonia      | 4   | 7   | 10  | 7   | 28  |
| 2.   | Alemania     | 12  | 8   | 3   | -   | 23  |
| 3.   | Países Bajos | -   | 10  | -   | 12  | 22  |
| 4.   | Francia      | -   | -   | 12  | 10  | 22  |
| 5.   | Reino Unido  | 10  | 12  | -   | -   | 22  |

| Pos. | Equip        | Mos | Man | LAn | Syd | Pts |
| 1.   | Rusia        | 10  | 5   | 12  | -   | 27  |
| 2.   | Ucrania      | 8   | 2   | 6   | 10  | 22  |
| 3.   | Países Bajos | 6   | 8   | 10  | -   | 24  |
| 4.   | España       | 7   | 7   | 8   | -   | 22  |
| 5.   | Dinamarca    | 1   | 4   | 3   | 12  | 20  |

| Pos. | Ciclista        | Mos | Man | LAn | Syd | Pts |
| 1.   | Ivan Kovaliov   | 12  | 3   | 10  | -   | 25  |
| 2.   | Rafał Ratajczyk | -   | 12  | -   | 12  | 24  |
| 3.   | Wim Stroetinga  | 4   | 6   | -   | 5   | 15  |
| 4.   | Walter Pérez    | -   | -   | 12  | -   | 12  |
| 5.   | Sun Jae Jang    | -   | -   | -   | 10  | 10  |
| -    | Matthew Gilmore | -   | 10  | -   | -   | 10  |
| -    | Andreas Müller  | 10  | -   | -   | -   | 10  |

| Pos. | Ciclista     | Mos | Man | LAn | Syd | Pts |
| 1.   | Rusia        | 12  | 10  | 8   | 5   | 35  |
| 2.   | Alemania     | 10  | 12  | -   | 6   | 28  |
| 3.   | Dinamarca    | 2   | 2   | 7   | 12  | 23  |
| 4.   | Italia       | -   | 4   | 6   | 10  | 20  |
| 5.   | Países Bajos | 4   | 3   | 10  | 2   | 19  |

#### Puntuación
| Pos. | Ciclista          | Mos | Man | LAn | Syd | Pts |
| 1.   | Sergey Kolesnikov | 5   | 3   | 6   | 5   | 19  |
| 2.   | Mijaíl Ignátiev   | -   | 5   | 12  | -   | 17  |
| 3.   | Sebastian Cancio  | 12  | -   | 4   | -   | 16  |
| 4.   | Niki Terpstra     | -   | -   | -   | 12  | 12  |
| -    | Guido Fulst       | -   | 12  | -   | -   | 12  |

### Femeninos
| Pos. | Ciclista         | Mos | Man | LAn | Syd | Pts |
| 1.   | Elisa Frisoni    | 6   | 10  | 8   | 8   | 32  |
| 2.   | Clara Sanchez    | -   | 12  | 12  | -   | 24  |
| 3.   | Mu Di            | 8   | -   | -   | 12  | 20  |
| 4.   | Tamilla Abassova | 12  | -   | -   | 6   | 18  |
| 5.   | Jennie Reed      | -   | -   | 7   | 10  | 17  |
| -    | Christin Muche   | 10  | 7   | -   | -   | 17  |

| Pos. | Ciclista             | Mos | Man | LAn | Syd | Pts |
| 1.   | Natallia Tsylinskaya | 12  | 12  | 12  | -   | 36  |
| -.   | Yvonne Hijgenaar     | 5   | 10  | 8   | 12  | 35  |
| 3.   | Elisa Frisoni        | 7   | 4   | 7   | 10  | 28  |
| 4.   | Simona Krupeckaitė   | 10  | 6   | 6   | -   | 22  |
| 5.   | Tamilla Abassova     | 8   | -   | 4   | 8   | 20  |

| Pos. | Ciclista             | Mos | Man | LAn | Syd | Pts |
| 1.   | Natallia Tsylinskaya | 12  | 10  | 12  | -   | 24  |
| 2.   | Victoria Pendleton   | 10  | 12  | -   | -   | 22  |
| 3.   | Elisa Frisoni        | -   | 5   | 5   | 8   | 18  |
| 4.   | Anna Meares          | -   | 4   | -   | 12  | 16  |
| 5.   | Clara Sanchez        | -   | 6   | 10  | -   | 16  |

| Pos. | Ciclista          | Mos | Man | LAn | Syd | Pts |
| 1.   | Wendy Houvenaghel | 10  | -   | -   | 12  | 22  |
| -    | Sarah Hammer      | -   | 10  | 12  | -   | 22  |
| 3.   | María Luisa Calle | -   | 6   | 10  | -   | 16  |
| 4.   | Li Wang           | -   | -   | 5   | 10  | 15  |
| 5.   | Liza Bochkariova  | 6   | -   | -   | 7   | 13  |

| Pos. | Ciclista        | Mos | Man | LAn | Syd | Pts |
| 1.   | Gema Pascual    | 6   | 8   | 5   | -   | 19  |
| 2.   | Li Yan          | -   | 10  | 8   | -   | 18  |
| 3.   | Vera Carrara    | 4   | -   | -   | 12  | 16  |
| 4.   | Yoanka González | 10  | 6   | -   | -   | 16  |
| 5.   | Rebecca Quinn   | -   | 5   | 10  | -   | 15  |

| Pos. | Ciclista           | Mos | Man | LAn | Syd | Pts |
| 1.   | Yulia Arustamova   | -   | -   | 8   | 12  | 20  |
| 2.   | Lyudmyla Vypyraylo | 10  | 4   | -   | -   | 14  |
| 3.   | Belinda Goss       | 8   | -   | -   | 5   | 13  |
| -    | Gema Pascual       | -   | 5   | 5   | -   | 13  |
| 5.   | Gina Grain         | 7   | -   | 4   | 2   | 13  |